# Francisco Silva (football)
Pour les articles homonymes, voir Francisco Silva.
Francisco Silva est un footballeur portugais né et mort à des dates inconnues. Il évoluait au poste de défenseur.

## Biographie

### En club
Francisco Sivla est joueur du Vitória Setúbal dans les années 1920.
Avec le Vitória Setúbal, il est Champion de la région de Lisbonne en 1927.

### En équipe nationale
International portugais, il reçoit une unique sélection en équipe du Portugal : le 12 janvier 1930, il joue contre la Tchécoslovaquie (victoire 1-0 à Lisbonne).

## Palmarès
Vitória Setúbal
- Championnat de Lisbonne (1) :
  - Champion : 1926-27.